# Wilaya de Tlemcen
La wilaya de Tlemcen (en ; en arabe : ولاية تلمسان) est une wilaya algérienne située à l'extrême Nord-ouest de l'Algérie.

## Géographie
La wilaya de Tlemcen est située sur le littoral nord-ouest du pays et dispose d’une façade maritime de 120 km. C’est une wilaya frontalière avec le Maroc, avec une superficie de 9 017,69 km2. Le chef-lieu de la wilaya est située à 432 km à l’ouest de la capitale, Alger.

### Localisation
La wilaya se situe à l’extrémité nord-ouest du pays et occupe l'Oranie occidentale et s’étend du littoral au nord à la steppe au sud. Elle est délimitée :
- au nord, par la Méditerranée ;
- à l'ouest, par le Maroc;
- au sud, par la wilaya de Naâma ;
- à l'est, par les wilayas de Sidi-Bel-Abbes et Aïn Témouchent;

|       | Méditerranée      |                                |
| Maroc | wilaya de Tlemcen | Sidi-Bel-Abbès, Aïn Témouchent |
|       | Naâma             |                                |

### Relief
La wilaya constitue un paysage diversifié. On rencontre quatre ensembles physiques distincts du nord au sud:
- La zone Nord est constituée des Monts des Trara et Sebâa Chioukh apparaît comme un massif caractérisé par une érosion assez remarquable et des précipitations peu importantes.
- Un ensemble de plaines agricoles, avec à l’ouest la plaine de Maghnia et au centre et à l’est un ensemble de plaines et plateaux intérieurs appelé bassin de Tlemcen: les basses vallées de Tafna, Isser et le plateau de Ouled Riah. Au sud de cet ensemble, le chef-lieu de la Wilaya est établie. Cet ensemble est caractérisé par de fortes potentialités agricoles, un tissu urbain dense, un bon réseau routier et une importante activité industrielle.
- Les monts de Tlemcen qui font partie de la grande chaîne de l’Atlas tellien qui traverse l’Algérie d’Est en Ouest, et s’érigent en une véritable barrière naturelle entre les hautes plaines steppiques et le Tell.
- La zone sud constituée par les hautes plaines steppiques. La couverture végétale étant la réplique des conditions climatiques (300 mm), les sols peu profonds pauvres en humus sont sensibles à l’érosion, la nappe alfatière constitue un potentiel économique en cellulose pour la fabrication de la pâte à papier couvrant une superficie de 154 000 ha.

### Secteur forestier

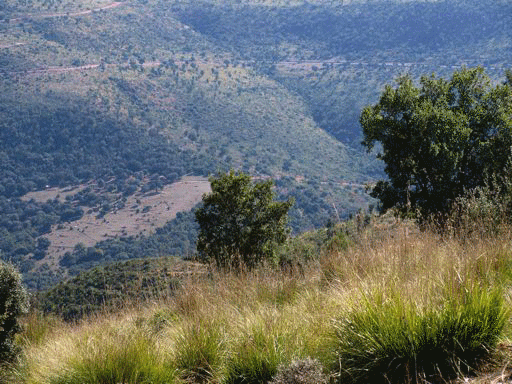
Monts de Tlemcen.

La wilaya de Tlemcen dispose d'un couvert forestier de l’ordre de 225 000 ha, composé de forêt, maquis et broussaille ; il faut ajouter à cela une nappe alfatière de 154 000 ha. Avec un taux de boisement de 24 %, la wilaya de Tlemcen est considérée comme étant à vocation forestière. Mais la couverture forestière est inégalement répartie, plus de 80 % du potentiel sylvicole est concentré dans les monts de Tlemcen.
Les principaux peuplements forestiers sont dominés par les espèces suivantes par ordre d’importance décroissante des superficies concernées : le pin d’Alep, le chêne vert, le thuya, le genévrier oxycèdre, le chêne-liège et diverses autres espèces.
Les communes les plus boisées, avec une couverture forestière allant du tiers aux deux tiers de leur territoire, se situent en bordure occidentale (Beni Boussaid, Beni Snous, Beni Bahdel, Azails, Bouhlou) et orientale (Oued Lakhdar, Beni Semiel, Aïn Tallout) des monts de Tlemcen, mais aussi à l’est des monts de Traras (Beni Khellad, Beni Ouarsous).

### Climat
Cet agencement géologique va servir de couloir à l'air marin qui va tempérer la rigueur des hivers et la chaleur des étés. La région de Tlemcen s'inscrit comme un îlot arrosé au milieu des zones semi-arides de la Moulouya marocaine à l'Ouest, Sidi-Bel-Abbès et Mascara à l'Est et d'El Aricha au Sud.
La wilaya de Tlemcen a un climat méditerranéen dominant, reposant sur l'opposition entre un hiver océanique où la wilaya est ouverte aux dépressions maritimes et un été désertique qui provoque la remontée et le stationnement d'une chaleur persistante durant toute la saison. La pluviométrie est d'une manière générale soumise à une double irrégularité intersaisonnière et inter-annuelle. En outre, elle a deux autres climats semi-arides, un chaud et un autre froid/

## Ressources hydriques
La wilaya de Tlemcen comprend les barrages suivants : le Barrage d'El Meffrouch, le Barrage de Sikkak, le Barrage de Béni Bahdel,le Barrage de Hammam Boughrara et le Barrage de Sidi Abdelli. Ces barrages font partie des 65 barrages opérationnels en Algérie alors que 30 autres sont en cours de réalisation en 2015.

## Infrastructure de base

### Réseau routier
La wilaya de Tlemcen est accessible par un réseau très dense de voies de communications totalisant 4 188 km, entre autoroutes (100 km), routes nationales (764 km), chemins de wilaya (1 190 km) et chemins communaux (2 134 km).

### Réseau portuaire
Port mixte (marchandises, voyageurs et pêche): Ghazaouet
Abri de pêche : Honaine, Marsa Ben Mhidi, Sidna Youchaa.

### Réseau aéroportuaire
La wilaya compte un aéroport de classe A (Réseaux international, national)  dont une piste principale : 2600 ml, une bretelle de 1075 ml et un parking de  490 places.

### Réseau électrique
Le taux d’électrification de la wilaya est estimée à 99%, alors que le taux de couverture en gaz de ville est de 48%.

## Histoire
Sur l'emplacement de Tlemcen, une vieille cité Pomaria (les vergers) était à la fin du IIe siècle sous les Antonins et jusqu'au Ve siècle, un poste fortifié tenu par une cavalerie d'éclaireurs romains à l'extrémité occidentale du limes d'Afrique.
Au VIIe siècle, l'Islam est arrivé dans la région par Abou el Mouhadjir. Peu après une petite royauté Kharidjite (schismatique) s'y établit sous le règne d'Abou Qorra.
Par la suite la région a connu le règne des Almoravides puis les Almohades. Après l'effondrement de l'empire almohade, les Zianides prennent la région et font de la ville de Tlemcen leur capitale. Cette dynastie (1236-1555) qui régna sur le Maghreb central, de la Moulouya, au-delà d'Oujda jusqu'au méridien de Bejaia. Elle comptera vingt-sept rois qui auront, avec des fortunes inégales, le souci de la chose publique. Qui protégeront le commerce, seront parfois de grands bâtisseurs avec un sens averti de l’urbanisme. Ils exercent aussi un généreux mécénat en attirant, dans leur capitale, les hommes de science et de piété. Les plus remarquables furent le roi-fondateur Yghomracen Ibn Zyan (1236 -1283) et Abou Hammou Moussa II (1353-1389), le roi poète et aussi le restaurateur de la dynastie un moment évincé.
Mais la dynastie Zianide disparaît au XVIe siècle et Tlemcen et sa région sont rattachés à la régence d'Alger. Au début de la conquête française, le traité de Tafna en 1837 reconnaît Tlemcen parmi les territoires relevant de la souveraineté de l'Émir Abd El Kader.

## Démographie
En 2008, la population de la wilaya de Tlemcen était de 949 135 habitants contre 707 453 en 1987. 5 communes dépassaient alors la barre des 40 000 habitants:
| 1987    | 1998    | 2008    |
| ------- | ------- | ------- |
| 707 453 | 846 942 | 949 135 |

| Commune   | Population | Taux de croissance annuel 2008/1998 |
| --------- | ---------- | ----------------------------------- |
| Tlemcen   | 140 158    | 0,6 %                               |
| Maghnia   | 114 634    | 1,8 %                               |
| Mansourah | 49 150     | 3,3 %                               |
| Chetouane | 47 600     | 3,1 %                               |
| Remchi    | 46 999     | 1,8 %                               |

## Organisation de la wilaya

Organisation territoriale de la wilaya de Tlemcen

### Walis
Le poste de wali de la wilaya de Tlemcen a été occupé par plusieurs personnalités politiques nationales depuis l'indépendance en 1962.
| N° | Wali                  | Début            | Fin               |
| -- | --------------------- | ---------------- | ----------------- |
| 1  | Ahmed Medeghri        | 16 juillet 1962  | 8 octobre 1962    |
| 2  | Ahmed Belkherroubi    |                  |                   |
| 3  | Hocine Beldjatia      |                  |                   |
| 4  | Dahou Ould Kablia     | 9 août 1965      | 18 août 1970      |
| 5  | Belkacem Nabi         | 1970             | 1974              |
| 6  | Mustapha Senoussaoui  |                  |                   |
| 7  | Ahmed Zaïdi           |                  |                   |
| 8  | Mohamed Rachid Merazi |                  | 16 janvier 1982   |
| 9  | Ahmed Daksi           | 16 janvier 1982  | 31 août 1985      |
| 10 | Mokhtar Henni         | 25 août 1985     |                   |
| 11 | Seghir Abdelaziz      | 29 juillet 1990  | 21 août 1991      |
| 12 | Abdelkader Ouali      | 21 août 1991     | 30 juin 1994      |
| 13 | Djilali Arar          | 30 juin 1994     |                   |
| 14 | Larbi Merzoug         |                  | 13 août 2000      |
| 15 | Zoubeir Bensebbane    | 13 août 2000     | 17 août 2004      |
| 16 | Abdelwahab Nouri      | 17 août 2004     | 11 septembre 2013 |
| 17 | Ahmed Abdelhafid Saci | 24 octobre 2013  | 19 juillet 2017   |
| 18 | Ali Benyaiche         | 19 juillet 2017  | 25 janvier 2020   |
| 19 | Amoumène Mermouri     | 25 janvier 2020  | 7 septembre 2023  |
| 20 | Youcef Bechlaoui      | 7 septembre 2023 | en cours          |

Conformément à la dernière organisation territoriale du pays, la Wilaya de Tlemcen regroupe actuellement 20 daïras et 53 communes.

### Daïras
La wilaya de Tlemcen compte 20 daïras.

### Communes
La wilaya de Tlemcen compte 53 communes

## Identité visuelle
Le logo officiel de la wilaya utilisé par la cellule de communication.

## Éducation et Formation
La wilaya de Tlemcen possède 466 établissements primaires avec un nombre d'élèves de 107 943, 113 C.E.M avec un nombre d'élèves de 59 983 et 47 lycées avec 25 110 élèves. 
La formation professionnelle repose sur 30 établissements entre privés et publics (20 centre de formation, 02 INSFP, 08 privés) qui offrent une capacité totale de 6 266 places.

## Enseignement supérieur
La Wilaya s'est dotée d'un ensemble de campus universitaires réparti entre six (06) pôles universitaires avec une capacité de 25 375 places pédagogiques. elle abrite aussi une station de recherche et d'expérimentation rattachée à l'Institut national de recherche forestière.

## Santé
Le secteur de la santé compte six hôpitaux, 17 polycliniques et 262 salles de soins. Les hôpitaux équipent les villes suivantes : Tlemcen, Ghazaouet, Sebdou, Maghnia, Remchi et Nedroma.

## Économie
L'agriculture est un secteur important dans l'économie de la wilaya de Tlemcen, les plaines de Maghnia, Remchi, Hennaya, les bassins de Beni Ouarsous sont les principaux producteurs des produits agricoles: pommes de terre, agrumes, céréales, légumes...etc.
Région connue pour la fabrique de ciment, mais aussi de carburant, on peut aussi y remarquer une forte activité d'échanges illégaux à la frontière marocaine, pratiquée par les "hallabas". Cette activité est motivée par la grande différence du coût du carburant (nettement plus bas en Algérie).
Dotée d'un littoral donnant sur la Méditerranée , la wilaya connait depuis les années 2000 une résurgence de l'activité touristique grâce à la multiplication des complexes touristiques au niveau de ses plages.

## Tourisme

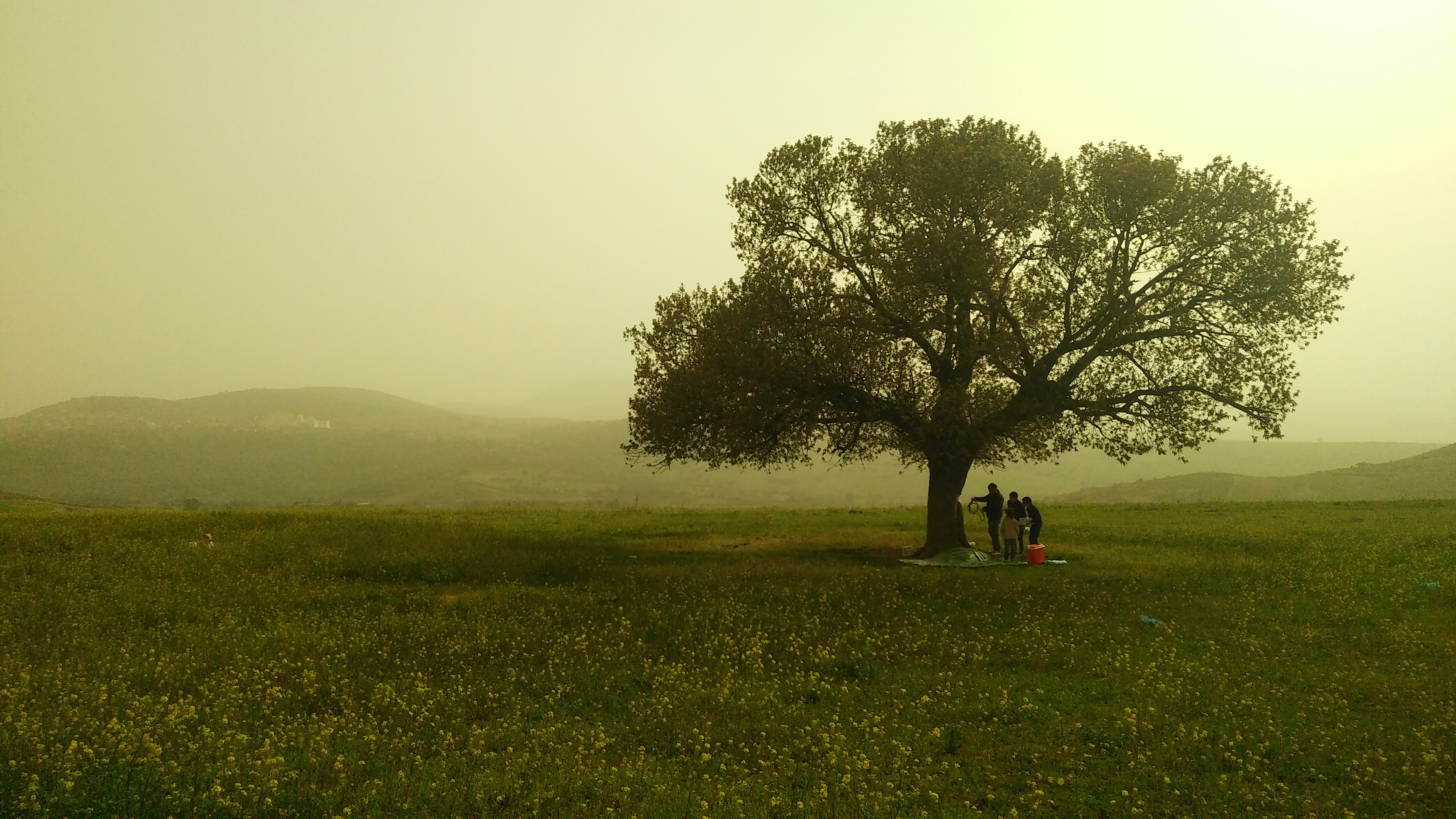
Ouled Mimoun a Tlemcen

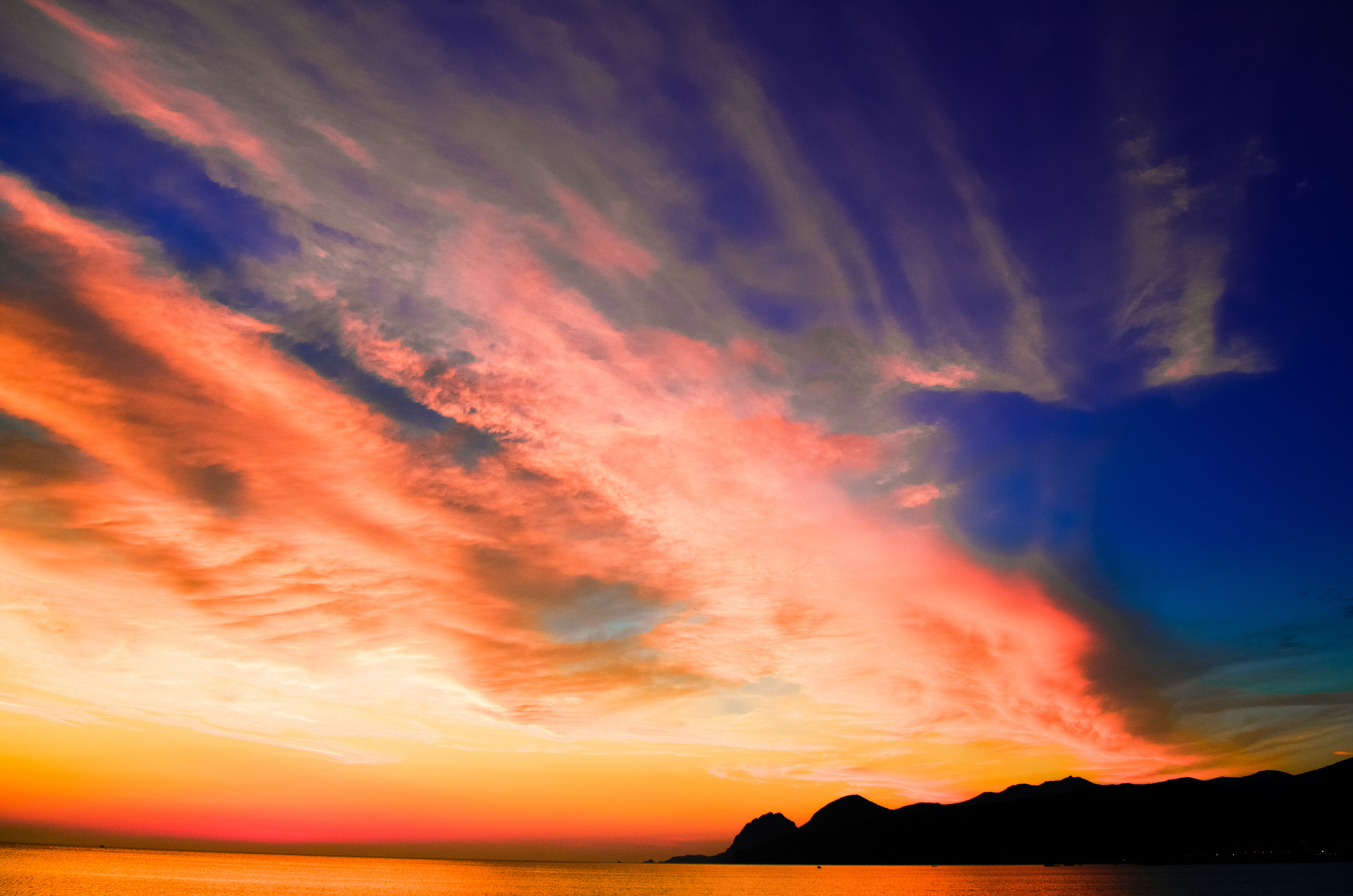
Plage de la Mersa dite Ben M'hidi, dans la Wilaya de Tlemcen. Aout 2018.

En 2012, la wilaya de Tlemcen dispose de cinquante-huit (58) hôtels et 1896 chambres, toutes catégories confondues, trente (30) bungalows, quatre (4) annexes hôtelières. Ajoutons à toutes ces infrastructures, les (33) trente-trois hôtels hors-catégories.
La wilaya de Tlemcen dispose de trois stations thermales : Hammam Boughrara, Chiger et Sidi El Abdelli. Elles sont toutes dotées des moyens nécessaires permettant aux visiteurs d’y passer d’agréables et d’excellents séjours.
La wilaya de Tlemcen a une façade maritime longue de 73 km et compte vingt sept plages de sable doré et de galets, à savoir les plages de Marsa ben M’hidi, Muscarda I, Muscarda II, Bidar, Honaine, Tafsout, Agla I, Agla II, El M'khled, Beni Khaled, Sidna Youcha, Barbadjani…etc. Une dizaine de ces plages sont autorisées à la baignade. La wilaya est dotée de plusieurs complexes touristiques et hôtels. Il est aussi possible de louer des maisons ou appartements de certains propriétaires dans les villages avoisinants.